# بهرام حصیری
بهرام حصیری (زادهٔ ۲ مرداد ۱۳۳۰ در کرج) خوانندهٔ اهل ایران است.

## زندگی هنری
بهرام حصیری در ۲ مرداد سال ۱۳۳۰ در کرج متولد شد. او تحصیلات دانشگاهی خود را در رشتهٔ ادبیات فارسی به پایان برد و از سال ۱۳۵۰ فراگیری آواز را نزد «اسماعیل مهرتاش» آغاز کرد. در ادامه نزد «اسماعیل ادیب خوانساری» در رادیو تلویزیون ملی ایران و پس از آن در کلاس‌های «محمود کریمی» در هنرستان موسیقی ملی، ردیف‌های موسیقی ایرانی را آموخت. وی نخستین بار در سال‌های ابتدایی دهه ۱۳۵۰ با اجرای قطعه‌ای از ساخته‌های «مجتبی میرزاده» در سریال تلویزیونی «سمک عیار» ، خوانندگی در تلویزیون را تجربه نمود.بهرام حصیری مدتی را نیز در خارج از کشور گذراند، او تجربه همکاری با خوانندگانی مانند ستار، حسن شماعی زاده، داریوش اقبالی و گلوریا روحانی را نیز در کارنامه کاری خود دارد. او پس از انقلاب ۱۳۵۷ ایران، نخستین‌بار در سال ۱۳۷۱ به دعوت «اسدالله ملک» همکاری خود را با واحد موسیقی صدا و سیما آغاز نمود و تصنیفی با عنوان «جان عاشق» از آثار اسدالله ملک و شعر «مشفق کاشانی» اجرا کرد که از آثار برجسته او است. او طی سال‌ها، آثار متعددی را در صدا و سیما اجرا و ضبط نمود.
نخستین آلبوم موسیقی وی نیز با نام «جان عاشق» توسط شرکت صوتی تصویری سروش منتشر شد. او همچنین به واسطهٔ آشنایی و پیشنهاد «چنگیز جلیلوند» ، مدت کوتاهی در عرصهٔ دوبله فعالیت نمود. بهرام حصیری در دههٔ ۱۳۷۰ با «ارکستر همنوازان» به سرپرستی اسدالله ملک، به اجرای برنامه پرداخت و پس از حدود ۲۰ سال در سال ۱۳۹۰ با «ارکستر چکاوک» به سرپرستی رضا شایسته در تالار وحدت تهران به روی صحنه رفت.

## آثار هنری

#### آلبوم موسیقی
از بهرام حصیری ۱۲ آلبوم موسیقی منتشر شده‌است که از آن میان، می‌توان به آلبوم‌های زیر اشاره نمود:
- «جان عاشق» با آهنگسازی اسدالله ملک و تکنوازی تار فرهنگ شریف[۱۵]
- «صدای عشق» با شعر مولوی و محمدعلی شیرازی و آهنگسازی احمدعلی راغب[۱۶]
- «یاد دوست» با آهنگسازی علی سراجیان و تنظیم هادی آرزم
- «بی تو خاکسترم» با شعر و آهنگ اکبر آزاد و تنظیم همایون رحیمیان[۱۷]
- «تصویر خیال» با شعر تورج نگهبان، آهنگسازی همایون خرم و تنظیم مجید اخشابی[۱۸]
- «شور عاشقانه» با شعر مشفق کاشانی، محمود شاهرخی، وحشی بافقی و آهنگسازی پویا حصیری[۱۹]
- «قناری من» با شعر محمد رزاقی و مشفق کاشانی، آهنگسازی پویا حصیری و تنظیم امید امیری[۲۰]
- «بی آشیونه» با شعر: مولانا، صائب تبریزی، اطهری کرمانی، بیژن ترقی و با آهنگسازی احمدرضا مؤید محسنی[۱۱][۲۱]
- «تنها» با آهنگسازی بهنام خدارحمی[۲۲]